# 戴蒙德黑德 (密西西比州)
戴蒙德黑德（英語：Diamondhead）是位於美國密西西比州漢考克縣的城市。

## 人口
根據2020年美國人口普查的數據，戴蒙德黑德的面積為32.55平方千米，當中陸地面積為26.18平方千米，而水域面積為6.36平方千米。當地共有人口9529人，而人口密度為每平方千米293人。